# ARSAT-2
O ARSAT-2 é um satélite de comunicação geoestacionário argentino da série ARSAT, que foi construído pela empresa argentina INVAP. Está localizado na posição orbital de 81 graus de longitude oeste e é operado pela ARSAT (Empresa Argentina de Soluciones Satelitales Sociedad Anonima). O satélite artificial foi baseado na plataforma ARSAT-3K bus e sua vida útil estimada é de 15 anos.

## Lançamento
O satélite foi lançado com sucesso ao espaço no dia 30 de setembro de 2015, às 20:30 UTC, por meio de um veículo Ariane 5 ECA a partir do Centro Espacial de Kourou, na Guiana Francesa juntamento com o satélite NBN-Co 1A. Ele tinha uma massa de lançamento de 2975 kg.

## Capacidade e cobertura
O ARSAT-2 é equipado com 26 transponders em banda Ku e 10 em banda C para fornecer uma ampla gama de serviços de telecomunicações como transmissão de dados, Internet e de televisão, principalmente nas Américas, da Argentina ao Canadá.